# El-Assasif
El-Assasif est une petite vallée de la nécropole thébaine (Thèbes-ouest) qui s'étend entre Deir el-Bahari et Dra Abou el-Naga. Elle est le site d'une ancienne nécropole qui inclut des douzaines de tombes privées de nobles et de hauts fonctionnaires, du Moyen Empire (-2022/-1650), du Nouvel Empire (-1549/-1080), de la Troisième Période intermédiaire (-1080/-656) et du début de la Basse Époque (-656/-332), mais principalement des XIXe dynastie (-1295/-1186) et XXe dynastie (-1186/-1069). Toutefois les tombeaux les plus majestueux datent de l'époque tardive.

## Assasif-Nord
Assasif-Nord est une partie  située au fond et sur les côtés de la vallée, le long des voies processionnelles menant aux temples royaux de Deir el-Bahari : temples de Montouhotep II, d'Hatchepsout et de Thoutmôsis III. On a trouvé des preuves de liens étroits entre El-Assasif et Deir el-Bahari à travers les âges.

## Tombes
Les tombeaux les plus connus sont : 
- La tombe TT33 de Padiamenopé,
- La tombe TT34 de Montouemhat,
- La tombe TT36 d'Ibi,
- La tombe TT37 d'Harouah,
- La tombe TT188 de Parennefer,
- La tombe TT192 de Khârouef (également appelé Senaâ),
- La tombe TT279 de Pabasa,
- La tombe TT390 d'Irtyraou,
- La tombe TT409 de Samout (également appelé Kiki),
- La tombe TT410 de Moutirdis,
- La tombe TT414 d'Ânkh-Hor.

Tombes d'El-Assasif
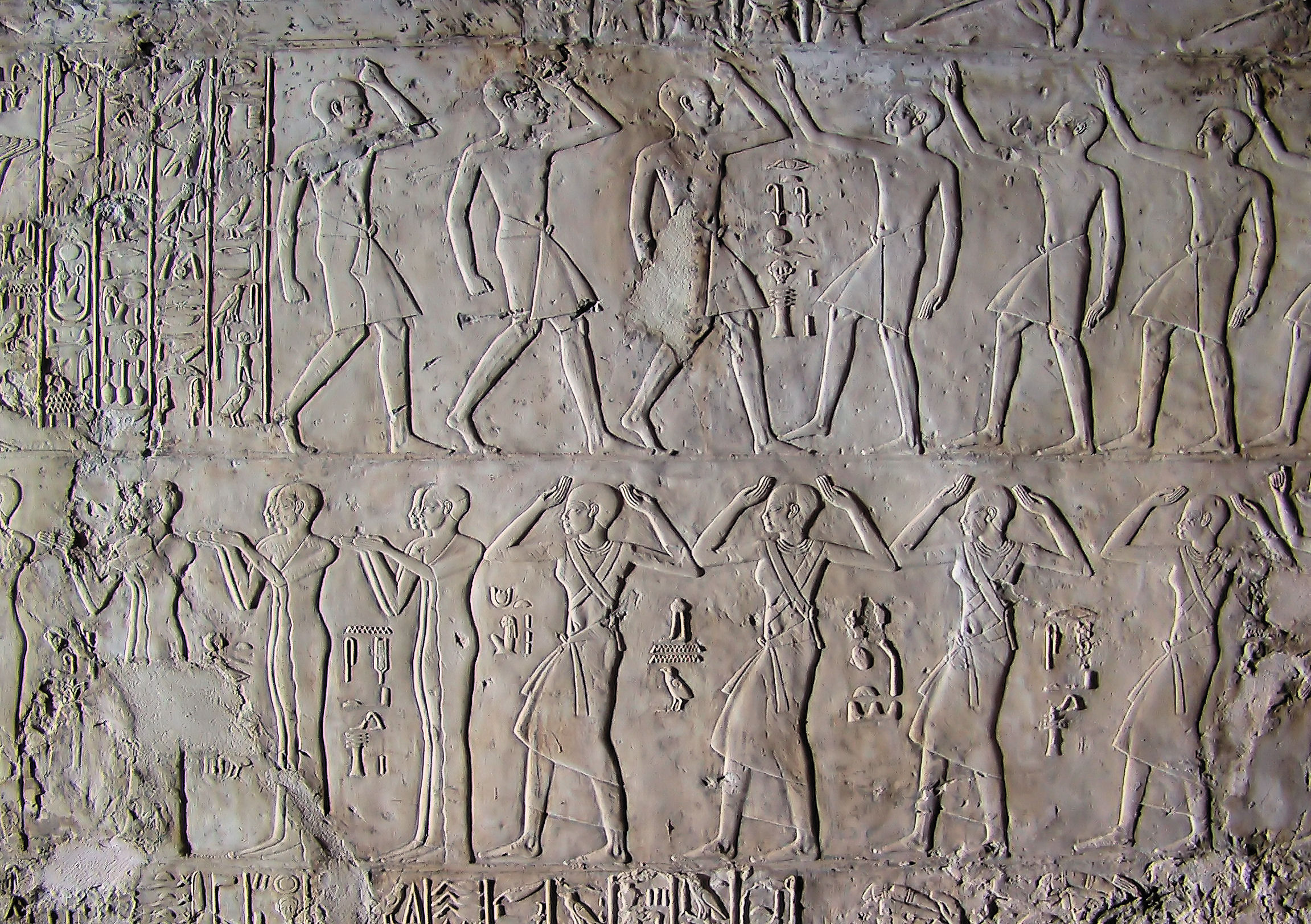
Scène de funérailles, tombe de Khârouef, scribe d'Amenhotep III, XVIIIe dynastie.
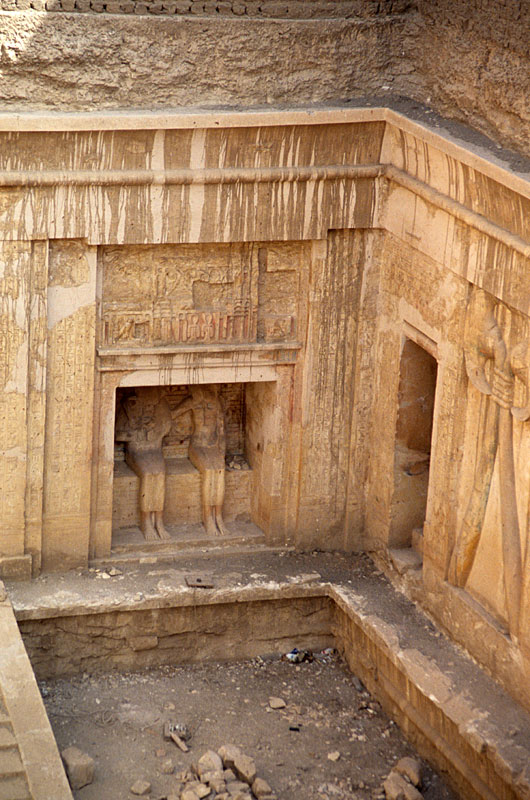
Couple de statues de Montouemhat, maire de Thèbes, avec son épouse, XXVIe dynastie.
Sarcophage d'Ibi, majordome de Nitocris Ire, divine adoratrice d'Amon, XXVIe dynastie.

## Premières recherches archéologiques
Les recherches archéologiques sur la nécropole d'Assasif ont été menées en 1883 par le Conseil Suprême des Antiquités (CSA) et dans les années 1920 par une expédition dirigée par Herbert Eustis Winlock du Metropolitan Museum of Art de New York. De 1969 à 1977, une expédition de l'université de Vienne et de l'Institut archéologique autrichien du Caire a effectué des travaux dans le cadre du projet « Excavations autrichiennes à Assasif » dirigé par Manfred Bietak,.

## Recherches et découvertes archéologiques récentes
Les fouilles autrichiennes ont été reprises dans le cadre du projet « Ânkh-Hor » dirigé par Julia Budka, en coopération avec l'université Louis-et-Maximilien de Munich et l'Académie des Sciences d'Autriche. Le projet vise à compléter les travaux de documentation et de conservation initiés par Manfred Bietak, notamment dans la zone de la tombe thébaine saïte TT414 (la tombe d'Ânkh-Hor), ce qui permet d'améliorer les connaissances sur les pratiques funéraires et le mobilier funéraire du Ier millénaire avant J.-C..
En 2009-2014, une expédition espagnole de l'Instituto de Estudios del Antiguo Egipto de Madrid a mené des recherches dans la chapelle de la tombe de Hori (tombe TT28). Deux autres tombes de la nécropole (TT103 et TT366) sont étudiées depuis 2014 dans le cadre du « Middle Kingdom Theban Project » dirigé par Antonio J. Morales. En 2013, le « Projet Assasif » polonais, dirigé par Anastasia Stupko-Lubczyńska et Patryk Chudzik, a commencé ses travaux sous les auspices du Centre polonais d'archéologie méditerranéenne de l'université de Varsovie. L'objectif est de documenter l'architecture funéraire privée du Moyen Empire. L'étude porte à la fois sur l'intérieur des tombes creusées dans la roche et sur leurs cours situées sur les pentes rocheuses. Les tombes appartiennent à de hauts fonctionnaires des règnes de Montouhotep II et des souverains suivants des XIe et XIIe dynasties. [Les résultats des fouilles, ainsi que les études des vestiges architecturaux et des petites trouvailles, devraient également éclairer la reconstruction et la réutilisation ultérieures de ces structures. Bien que la nécropole soit connue et étudiée depuis des années, l'équipe polonaise a fait une découverte en 2014 : une chapelle funéraire de la XIIe dynastie, avec un fragment d'autel en calcaire et des offrandes funéraires, a été mise au jour dans l'une des cours.
Un autre projet, débuté en 2018, est la « Mission archéologique française à Assasif » (FAMA), une entreprise conjointe de l'Institut français d'archéologie orientale (IFAO], de l'université de Strasbourg et du Centre national de la recherche scientifique (CNRS) dirigée par Frédéric Colin. L'expédition travaille dans la tombe TT33 (« Archéologie contextuelle du temple funéraire de Padiaménopé dans l'environnement de l'Assassif »), étudiant les phases de sa construction et son fonctionnement ultérieur, ce qui permettra de mieux comprendre le développement de l'ensemble de la vallée de l'Assasif.
Les recherches menées par les Égyptiens, qui se concentrent sur les tombes situées au fond de la vallée, ont donné lieu aux découvertes les plus spectaculaires : en 2019, on a retrouvé un cachet avec trente cercueils en bois de la XXIIe dynastie, contenant des momies de prêtres et de prêtresses excellemment conservées.